# آنگلس
آنگلس (به اسپانیایی: Anglès, Girona) یک شهرستان در اسپانیا است که در Selva واقع شده‌است.

## خصوصیات
آنگلس ۱۶٫۲۸ کیلومترمربع مساحت و ۵٬۴۴۶ نفر جمعیت دارد و ۱۲ متر بالاتر از سطح دریا واقع شده‌است.